# Centrale nucléaire de Berkeley
La centrale nucléaire de Berkeley est une centrale nucléaire désaffectée située à Berkeley sur la rive sud du fleuve Severn dans le Gloucestershire en Angleterre.

## Description
Créé en tant que laboratoire nucléaire de Berkeley dans les années 1960, un des trois principaux laboratoires de recherche du CEGB (en), la centrale de Berkeley est équipée de réacteurs Magnox. Elle est une des premières centrales britanniques ayant fourni de l'électricité.

Actuellement, elle est désaffectée mais il subsiste encore deux réacteurs dans les bâtiments.

Le bâtiment administratif qui jouxte la centrale est encore en activité. 